# Morena Cepochka
Die Morena Cepochka (englische Transkription von russisch Морена Цепочка Morena Zepotschka, deutsch ‚Kettenmoräne‘) ist eine Moräne in den Prince Charles Mountains des ostantarktischen Mac-Robertson-Lands. Sie liegt in der Aramis Range.
Russische Wissenschaftler benannten sie offenbar deskriptiv.